# Cruz de Mérito en Guerra (Lippe)
La Cruz de Mérito en Guerra (en alemán: Kriegsverdienstkreuz) era una condecoración militar del Principado de Lippe. Fue establecida el 8 de diciembre de 1914 por Leopoldo IV, príncipe de Lippe, y podía ser otorgada tanto a combatientes como a no combatientes, por sus contribuciones significativas al esfuerzo en guerra. La cruz fue otorgada aproximadamente 18.000 veces a combatientes y 1.100 veces a no combatientes.

## Aspecto
La Cruz de Mérito en Guerra era una cruz patada de bronce dorado.  En el anverso de la misma, en su centro, se encontraba la Rosa de Lippe rodeada por una corona de laureles. En el brazo superior de la cruz, sobre la corona de laureles, estaba el monograma real coronado de Leopoldo IV. El brazo inferior portaba la fecha 1914. En el reverso se hallaban las palabras FÜR, AUSZEICHNUNG IM, KRIEGE (por / distinción en / tiempo de guerra) inscriptas en tres líneas en el brazo superior, horizontal, e inferior de la cruz respectivamente.
Las concesiones a combatientes pendían de una cinta amarilla con bordes rojos y blancos. Las correspondientes a no combatientes, colgaban de una cinta blanca con bordes amarillos y rojos.

## Receptores notables
- Manfred von Richthofen
- Gerd von Rundstedt
- Ruperto, príncipe heredero de Baviera
- Leopoldo, príncipe de Baviera
- Jürgen Stroop